# Eleocharis atropurpurea
Eleocharis atropurpurea är en halvgräsart som först beskrevs av Anders Jahan Retzius, och fick sitt nu gällande namn av Jan Svatopluk Presl och Karel Presl. Eleocharis atropurpurea ingår i släktet småsäv, och familjen halvgräs. Inga underarter finns listade i Catalogue of Life.

## Bildgalleri

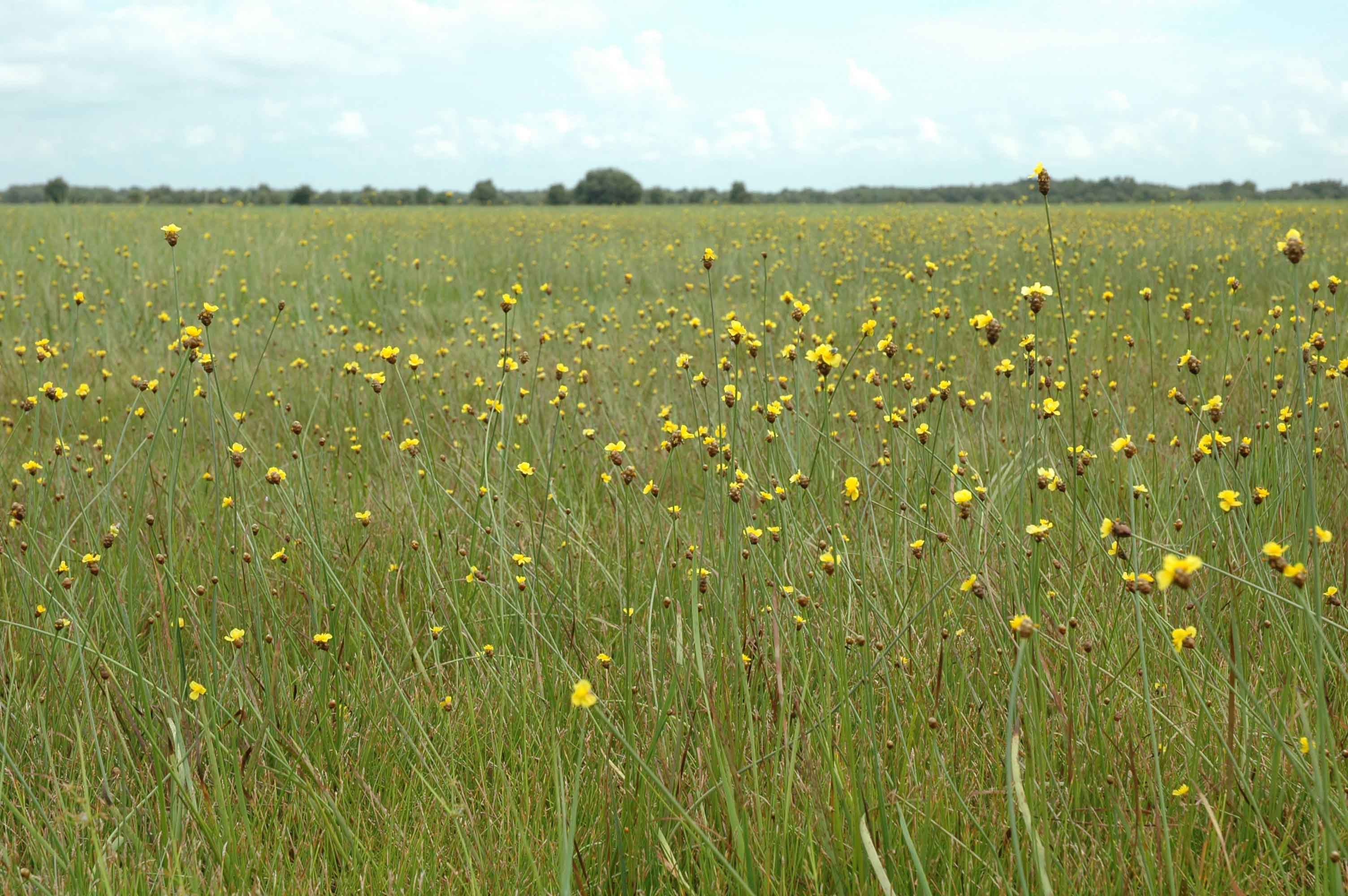